# Вулиця Лісна (Львів, Сихівський район)
Вулиця Лісна — вулиця у Сихівському районі міста Львова. Прямує від вулиці Михайла Гориня на захід у напрямку села Зубра. Це друга вулиця з назвою «Лісна» у Львові, ще одна знаходиться у місцевості Личаків.

## Історія та забудова
- до 1871 року — вулиця Сліпа;
- 1871—1943 роки — вулиця Лісна;
- 1943—1944 роки — Волдгассе;
- від 1944 року — вулиця Лісна.

Забудова вулиці Лісної — одноповерхова садибна 1930-х—1960-х років; нова індивідуальна забудова.

### Будинки
№ 16 — протестантська церква Святої Трійці Християн Віри Євангельської, зведена у 2000-х роках.
№ 18-Б — костел святого Архангела Михаїла, збудований у 2014—2015 роках. Освячений 26 вересня 2015 року. Належить до римсько-католицької парафії святого Архангела Михаїла Львівської архідієцезії Римсько-католицької церкви в Україні.